# Eloria
Eloria este un gen de molii din familia Lymantriinae.